# Aleksej Komarov
Aleksej Filippovitj Komarov (på russisk: Алексей Филиппович Комаров) (født 10. december 1921 i Moskva, død 10. maj 2013 smst.) var en russisk roer og tredobbelt europamester.

## Rokarriere
Komarov roede for Krylya Sovetov i Moskva, først i toer uden styrmand og senere i firer uden styrmand, inden han blev en del af klubbens otter, der dominerede sovjetisk og europæisk roning i midten af 1950'erne. Han blev sovjetisk mester i toeren 1949, i 1950 i toeren og fireren uden styrmand og i 1951 i firer med styrmand. Han var desuden sovjetisk mester i otteren i 1946-1947, 1949, 1952-1954 og 1956. Sovjetunionen sendte otteren fra Krylya til OL 1952 i Helsinki; den øvrige besætning bestod af Jevgenij Brago, Jevgenij Samsonov, Jevgenij Samsonov, Slava Amiragov, Igor Borisov, Leonid Gissen, Vladimir Krjukov og styrmand Igor Poljakov. Den sovjetiske båd vandt først sit indledende heat og blev derpå nummer to i semifinalen, hvilket gav et ekstra løb i form af et opsamlingsheat, som Sovjetunionen vandt sikkert. I finalen holdt den sovjetiske båd nogenlunde trit med den amerikanske i begyndelsen, men efterhånden blev det klart, at de forsvarende olympiske mestre fra USA ikke kunne hentes og sikrede sig guldet mere end fem sekunder foran den sovjetiske, der fik sølv, mens Australien fik bronze.
Komarov vandt også tre EM-guldmedaljer med den sovjetiske otter, i henholdsvis 1953, 1954 og 1955 samt Henley Royal Regatta (regnet som uofficielt verdensmesterskab på den tid) i 1954.

## Videre karriere
Efter afslutningen af sin aktive karriere fungerede Komarov i flere år som træner og dommer i roning. Han var desuden professor gennem 45 år og i en periode leder af roafdelingen ved det russiske statsakademi for fysisk uddannelse. I den forbindelse skrev han flere lærebøger om roning.

## OL-medaljer
- 1952:  Sølv i otter